# Starošince
Starošince este o localitate din comuna Kidričevo, Slovenia, cu o populație de 224 de locuitori.